# Elmar Klos
Elmar Klos (n. 26 ianuarie 1910, Brünn, Austro-Ungaria – d. 19 iulie 1993, Praga, Cehia) a fost un regizor de film cehoslovac de origine cehă care a colaborat timp de 17 ani, cu colegul său slovac Ján Kadár, împreună cu care a câștigat în 1965 Premiul Oscar pentru cel mai bun film străin cu filmul Magazinul de pe strada mare. Ambii au regizat filmul Moartea se numește Engelchen (1963), care a câștigat Premiul de Aur la cea de-a treia ediție a Festivalului Internațional de Film de la Moscova.

## Filmografie
- 1952 Răpirea (Únos)
- 1954 Music from Mars (Hudba z Marsu)
- 1957 House at the Terminus (Dům na konečné)
- 1958 Trei dorințe (Tři přání)
- 1963 Moartea se numește Engelchen (în cehă Smrt si říká Engelchen, în slovacă Smrť sa volá Engelchen)
- 1964 Acuzatul (Obžalovaný, cunoscut și ca Defendant)
- 1965 Magazinul de pe strada mare (Obchod na korze)
- 1969 Adrift (în cehă Touha zvaná Anada, în slovacă Túžba zvaná Anada, în maghiară Valamit visz a víz)